# العلاقات الإسبانية الصربية
العلاقات الإسبانية الصربية هي العلاقات الثنائية التي تجمع بين إسبانيا وصربيا.

## مقارنة بين البلدين
هذه مقارنة عامة ومرجعية للدولتين:
| وجه المقارنة                                              | إسبانيا                                                                             | صربيا                                                      |
| --------------------------------------------------------- | ----------------------------------------------------------------------------------- | ---------------------------------------------------------- |
| المساحة (كم2)                                             | 505.99 ألف                                                                          | 88.36 ألف                                                  |
| عدد السكان (نسمة)                                         | 46.73 مليون                                                                         | 7.02 مليون                                                 |
| الكثافة السكانية (ن./كم²)                                 | 92.35                                                                               | 79.45                                                      |
| العاصمة                                                   | مدريد                                                                               | بلغراد                                                     |
| اللغة الرسمية                                             | اللغة الإسبانية، اللغة الغاليسية، لغة بشكنشية، اللغة الكتالونية، اللغة الأوكسيتانية | اللغة الصربية                                              |
| العملة                                                    | يورو، بيزيتا إسبانية                                                                | دينار صربي                                                 |
| الناتج المحلي الإجمالي (بليون دولار)                      | 1.31 تريليون                                                                        | 41.43 مليار                                                |
| الناتج المحلي الإجمالي (تعادل القوة الشرائية) بليون دولار | 1.77 تريليون                                                                        | 100.13 مليار                                               |
| الناتج المحلي الإجمالي الاسمي للفرد دولار أمريكي          | 28.16 ألف                                                                           | 5.24 ألف                                                   |
| الناتج المحلي الإجمالي للفرد دولار أمريكي                 | 38.00 ألف                                                                           | 13.59 ألف                                                  |
| مؤشر التنمية البشرية                                      | 0.876                                                                               | 0.771                                                      |
| رمز المكالمات الدولي                                      | +34                                                                                 | +381                                                       |
| رمز الإنترنت                                              | .es                                                                                 | .rs، .срб ‏                                                 |
| المنطقة الزمنية                                           | ت ع م+01:00، ت ع م+02:00                                                            | توقيت وسط أوروبا، ت ع م+01:00، ت ع م+02:00، أوروبا/بلغراد ‏ |

## مدن متوأمة
في ما يلي قائمة باتفاقيات التوأمة بين مدن إسبانية وصربية:
- ترتبط إلش مع سوبتيتسا باتفاقية توأمة.
- ترتبط إيبار مع أوزيتشى باتفاقية توأمة.

## منظمات دولية مشتركة
يشترك البلدان في عضوية مجموعة من المنظمات الدولية، منها:
| علم المنظمة | اسم المنظمة                               | تاريخ انضمام إسبانيا | تاريخ انضمام صربيا |
| ----------- | ----------------------------------------- | -------------------- | ------------------ |
|             | وكالة ضمان الاستثمار متعدد الأطراف        | 29 أبريل 1988        | 19 مارس 1993       |
|             | الأمم المتحدة                             | 14 ديسمبر 1955       | 1 نوفمبر 2000      |
|             | الفريق المعني برصد الأرض                  | ?                    | ?                  |
|             | منظمة حظر الأسلحة الكيميائية              | ?                    | ?                  |
|             | منظمة الشرطة الجنائية الدولية             | ?                    | ?                  |
|             | منظمة الأمن والتعاون في أوروبا            | 25 يونيو 1973        | 3 يونيو 2006       |
|             | مؤسسة التنمية الدولية                     | 18 أكتوبر 1960       | 25 فبراير 1993     |
|             | يونسكو                                    | 30 يناير 1953        | 20 ديسمبر 2000     |
|             | مجلس أوروبا                               | ?                    | 3 أبريل 2003       |
|             | الاتحاد البريدي العالمي                   | ?                    | ?                  |
|             | البنك الدولي للإنشاء والتعمير             | 15 سبتمبر 1958       | 25 فبراير 1993     |
|             | المنظمة الهيدروغرافية الدولية             | ?                    | ?                  |
|             | الاتحاد الدولي للاتصالات                  | 1866                 | 1 يونيو 2001       |
|             | مؤسسة التمويل الدولية                     | 24 مارس 1960         | 25 فبراير 1993     |
|             | المنظمة الأوروبية لسلامة الملاحة الجوية   | 1997                 | 2005               |
|             | المركز الدولي لتسوية المنازعات الاستشارية | 17 سبتمبر 1994       | 8 يونيو 2007       |
|             | مجموعة الموردين النوويين                  | ?                    | ?                  |

## أعلام
هذه قائمة لبعض الشخصيات التي تربطها علاقات بالبلدين:
- أرباد ستيربيك (لاعب كرة يد يوغوسلافي، 20 نوفمبر 1979 – )
- بريدراج سافوفيتش (لاعب كرة سلة كرواتي، 21 مايو 1976 – )
- بويان كركيتش (لاعب كرة قدم إسباني، 28 أغسطس 1990[25] – )
- سيرغي ميلينكوفيتش-سافيتش (لاعب كرة قدم صربي، 27 فبراير 1995[26] – )
- فيولانتي من المجر (1215 – 1253)
- نيكولا ميروتيتش (11 فبراير 1991 – )

## وصلات خارجية
- موقع وزارة الخارجية الإسبانية
- موقع وزارة الخارجية الصربية